# (2856) Röser
(2856) Röser (1933 GB; 1935 SV; 1941 WL; 1946 UC; 1959 CM; 1962 WK; 1970 GG; 1972 RR3; 1975 EK; 1977 QX1) ist ein ungefähr 24 Kilometer großer Asteroid des äußeren Hauptgürtels, der am 14. April 1933 vom deutschen (damals: NS-Staat) Astronomen Karl Wilhelm Reinmuth an der Landessternwarte Heidelberg-Königstuhl auf dem Westgipfel des Königstuhls bei Heidelberg (IAU-Code 024) entdeckt wurde. Er gehört zur Eos-Familie, einer Gruppe von Asteroiden, die nach (221) Eos benannt ist.

## Benennung
(2856) Röser wurde nach dem deutschen Astronomen Siegfried Röser (* 1948) benannt, der am Astronomischen Rechen-Institut in Heidelberg arbeitet. Zusammen mit dem Astronomen Ulrich Bastian, nach dem der Asteroid (2855) Bastian benannt ist, erstellte er den Positions and Proper Motions-Sternkatalog. Die Benennung wurde vom deutschen Astronomen Lutz D. Schmadel vorgeschlagen.